# Arterias palatinas menores
Las arterias palatinas menores son arterias que se originan en la arteria palatina superior. No presentan ramas.

## Distribución
Se distribuyen hacia el paladar blando y las amígdalas.